# Борис Анастасијевић
Борис Анастасијевић (Сесиел, 1926 — Београд, 2007) био је српски вајар.

## Биографија
Рођен је 1926. године у Сесиелу. Студирао је вајарство на Академији у Лиону и код Осипа Задкина у Паризу. Од 1953. године је живео и радио у Београду.
Поред скулптуре, бавио се и графиком. Самостално је излагао у галерији „Графички колектив” у децембру 1953. и од 1. до 10. априла 1955. и галерији Културног центра Београда 1964. и Паризу, учествовао је на колективним изложбама у Салону 54 у Ријеци, Дубровнику, на Савезној изложби у Љубљани, Првом медитеранском бијеналу у Александрији и изложбама српске графике у Цириху и Софији. Учествовао је 1957. на изложби савремене српске скулптуре, Галерија УЛУС-а, Београд.
Запажене изложбе су му биле „Из колекције графичког колектива 1950—1955. у Београд у МСУ” у Музеју савремене уметности у Загребу 1955. и „Спомен–Збирка Павла Бељанског” у Новом Саду и Народном музеју Краљево. Преминуо је 2007. године у Београду.